# Juan Manuel de la Pezuela y de Ceballos
Juan Manuel de la Pezuela y de Ceballos (Lima, Virregnat del Perú, 16 de maig de 1809 - Madrid, Espanya, 1 de novembre de 1906) fou un militar i escriptor espanyol. El seu fill Lucas Rafael de la Pezuela y Ceballos y Ortiz de Urbina (1842 - 1916) fou oficial de cavalleria, era el segon fill de Juan Manuel, i heretà el títol de comte de Cheste, a més del marquesat de la Pezuela. Lucas fou senador, cavaller novici de l'Orde de Calatrava i gentilhome de cambra.

## Família
Va néixer a Lima, sent virrei del Perú el seu pare Joaquin de la Pezuela, primer marquès de Viluma. Als vuit anys vingué a Espanya, i s'educà en el col·legi de San Mateo de Madrid, on n'eren professors Lista i Hermosilla; al retornar a la península fou raciat amb el grau de capità honorari de cavalleria d'arquers del Perú, i continuà la carrera militar obeint pressions familiars, ja que les seves aficions el portaven als treballs literaris. El seu fill Lucas Rafael de la Pezuela y Ceballos y Ortiz de Urbina (1842 - 1916) fou oficial de cavalleria, era el segon fill de Juan Manuel, i heretà el títol de comte de Cheste, a més del marquesat de la Pezuela. Lucas fou senador, cavaller novici de l'Orde de Calatrava i gentilhome de cambra.

## Vida militar

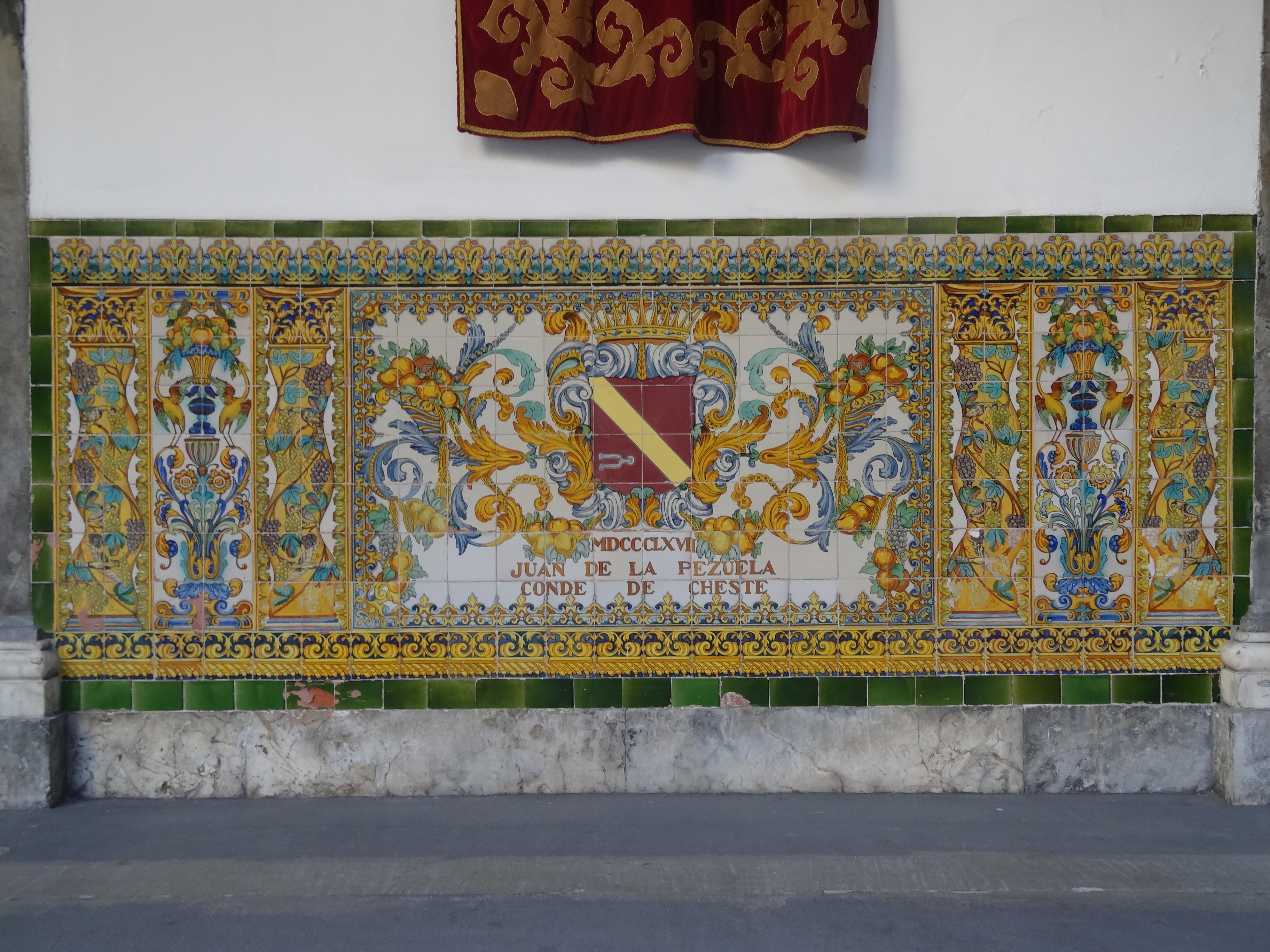
Juan de la Pezuela (Decoració ceràmica al claustre de la Capitania General de Barcelona)

En morir Ferran VII, el 1833, ja era capità efectiu; durant la primera guerra civil es distingí notablement a Lidón, Montejurra, en les muntanyes de San Adrián i en les planures de Cheste. El 1848 fou nomenat capità general de Madrid, després de lluitar contra la revolta que costà la vida al general León. El 1849 i 1853 aconseguí els comandaments de Cuba i Puerto Rico, i el 1867 passà de comandant de la Guàrdia reial a capità general de Catalunya, on reprimí amb gran prudència la revolta del Priorat, fets pels quals fou ascendit el 10 d'octubre del mateix any a capità general. Els seus mèrits militars el feren mereixedor al títol de marquès de la Pezuela (1852) i comte de Cheste el 1864), i a la possessió de les més valuoses recompenses, entre elles la Creu Llorejada de Sant Ferran assolida el 1837.

## Vida política
En política sempre milità en partits conservadors; fou elegit diputat el 1843, i més tard, abans i després de la revolució de 1868, senador, desenvolupant el 1846 la cartera de Marina, Comerç i Ultramar; al morir era senador per dret propi, mereixent els seus serveis polítics i militars ser recompensats amb el Toisó d'Or i la grandesa d'Espanya de primera classe.

## Vida literària
El 1832 començà la seva carrera literària presentant en un certamen de l'Acadèmia Espanyola el seu poema El cerco de Zamora, i l'any següent es posà en escena la seva comèdia Las gracias de la vejez; va compondre un gran nombre de poesies, però la seva obra més important són les traduccions que va fer de La Jerusalén libertada, de Tasso; de La Divina Comedia, del Dante; de l'Orlando Furioso d'Ariosto, d'Os Lusíadas de Camoens.

L'Acadèmia Espanyola li obri les portes el 1845 i l'anomenà director el 1875, càrrec en el qual en fou sempre reelegit fins a la seva mort. Estant a Puerto Rico el 1850 fundà l'Acadèmia Reial de Bones Lletres de San Juan de Puerto Rico. Tomás Bretón de los Herreros el retratà en el poeta de Marcela. Parlant del marquès de Cheste diu el sacerdot Blanco:
| « | Despues de rendir parias á la moda bucólica, aun no desterrada de nuestro suelo cuando empezaba a dar al público sus primeros ensayos con el nombre de Dalmiro, abandonó estos juegos infantiles para hacer una versión de La Jerusalén libertada, menos indigna del original y de nuestro buen nombre que las dos o tres anteriormente conocidas. Ni por el mérito intrínseco, ni por el lujo topográfico, logró la general aceptación, sin que esta friladad del público se haya reconpensado con los elogios de los inteligentes; lo mismo sucedió con las traducciones de Las Lusiada, La Divina Comedia y el Orlando Furioso, acerbamente criticadas hasta la injusticia por la tropa ligera del periodismo. Dícese del conde que versifica mal y expresa obscuramente los conceptos, buscando con ojo de lince, no la palabra más exacta y propia, sino la menos común e inteligible, molestando así á la mayoria inmensa de lectores y á los mismos eruditos de siempre que no pueden seguir sin tropiezo el curso de aquella locución caliginosa. Tengo para mi que tales cargos no carecen de fundamento, aunque los haya exagerado la pasión; que los arcaísmos de estas traducciones son intolerables por lo innecesarios y frecuentes, y que el lector capaz de enntender el intérprete entenderà, y acaso con menos trabajo, los originales. | » |

Els crítics més durs i tossuts apel·len al comte de Cheste el Danticida, al·ludint a la seva traducció de La Divina Comèdia del Dante.
Durant el seu comandament a Catalunya es feu famosa una proclama que donà a la llum el 1868 per desautoritzar la revolta dels generals Prim, Serrano i Topete, i al que la feu acompanyar d'una traducció catalana, que encarregà a Soler, fixant-la en els bàndols propis de l'autoritat, impresa a dues columnes.